# Leitzachtal

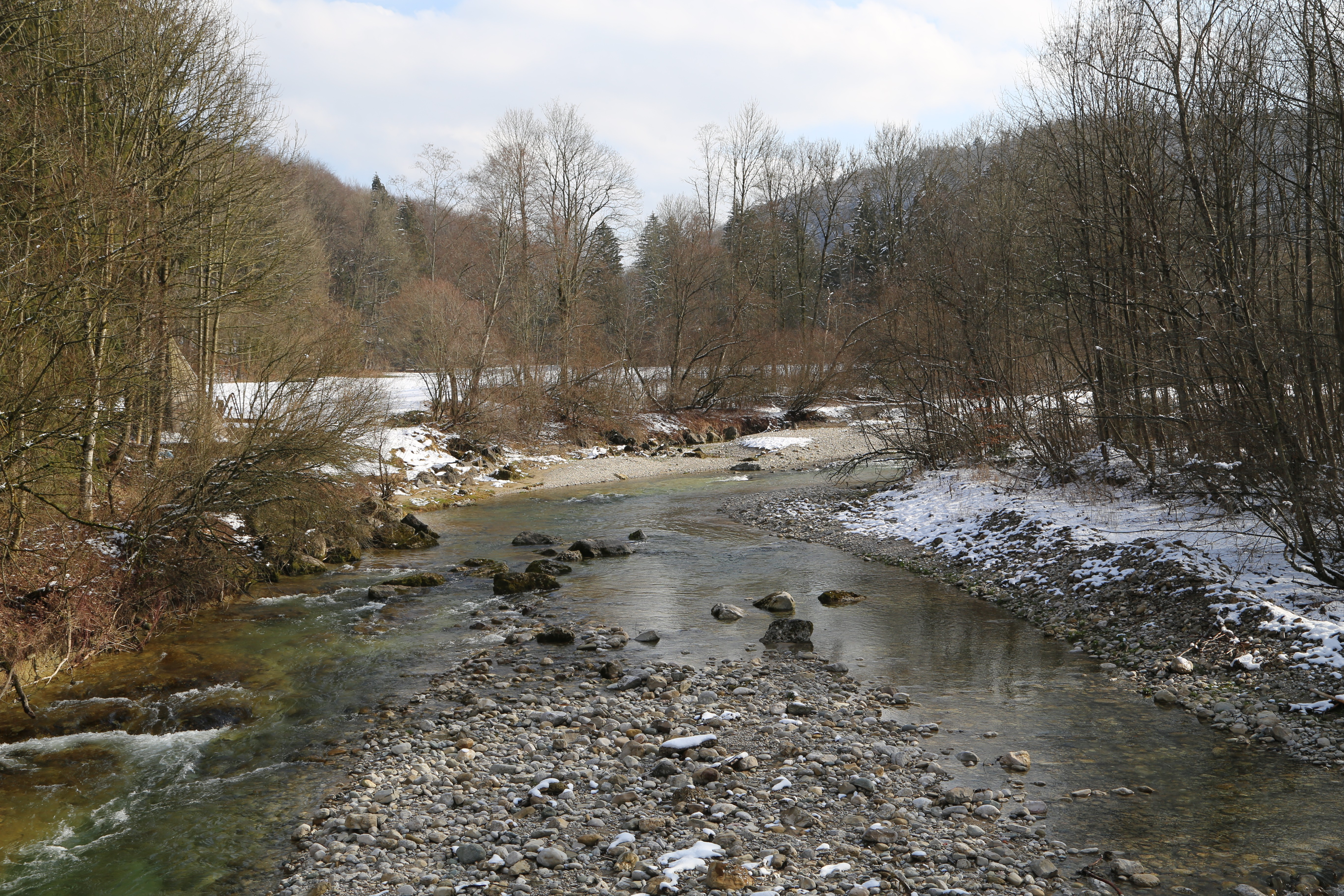
Die Leitzach bei Esterndorf

Das Leitzachtal ist ein Tal im südlichen Oberbayern und hat seinen Namen vom Fluss Leitzach, einem Zufluss der Mangfall.
Das Leitzachtal führt über die Endmoränenschwelle von Elbach ins offene Tal von Fischbachau, welches in der letzten Eiszeit vom Leitzachgletscher ausgefüllt war. Das im Norden schmale Leitzachtal weitet sich südlich von Hundham bis Fischbachau und bildet bei Hammer (Ortsteil von Fischbachau) wieder einen schmalen Übergang zum Bayrischzeller Leitzachtalkessel.
Das Tal ist geprägt von Almwirtschaft mit Weilern und Einzelhöfen, die teilweise seit Jahrhunderten in Familienbesitz weitervererbt wurden.